# Даниил (Стоенеску)
Епи́скоп Дании́л (рум. Episcop Daniil, в миру Наку Стоенеску, рум. Nacu Stoenescu, 23 сентября 1957, село Хэцэджел, жудец Хунедоара, Румыния) — епископ на покое Румынской православной церкви, бывший епископ Денсушский.

## Биография
В 1964—1972 годы получил начальное и среднее образование в Хэцэгеле и Денсуше. В 1972—1977 годы обучался в Карансебешской духовной семинарии. В 1978—1982 годах обучался в Богословском институте Сибиуского университета. В 1982—1985 годы обучался в Бухарестском православном богословском институте.
25 марта 1984 года в Монастыре Ходош-Бодрог пострижен в монашество, где 1 апреля того же года в том же монастыре был рукоположён в сан иеромонаха. Служил в Ходош-Бодрогском и Прислопском монастырях, а также в храме в селе Денсуш жудеца Хунедоара. С 1991 года преподавал на факультете православной теологии в Араде патрологию и постпатристическую литературу.
С 1993 по 1996 год обучался в докторантуре на богословском факультете Университета Аристотеля в Салониках, где степень доктора богословия за диссертацию «Invataturi dogmatice in Apophthegmata Patrum».
22 февраля 2001 года Священный Синод Румынской православной церкви избрал архимандрита Даниила Стоенеску на должность викарного епископа Банатской митрополии а также назначил его администратором румынской православной епархии в Югославии. Таким образом, вступило в силу решение Румынской православной церкви пятилетней давности повысить румынское православное викариатство с центром в Варсете до статуса епархии, поскольку викариатство Сербской православной церкви в Тимишоаре возобновил свой статус епископии, от которого он должен был отказаться в годы коммунистической влсти. Было решено, что епархиальная резиденция будет в Панчеве.
1 апреля 2001 года в митрополичьем соборе в Тимишоаре был рукоположён во епископа Партошского, викария Тимишоарской архиепископии. Хиротонию совершили: митрополит Банатский Николай (Корняну), епископ Арадский Тимофей (Севичу), епископ Карансебешский Лаврентий (Стреза), епископ Венгерский Софроний (Дринчек) и епископом Лугожский Лукиан (Мик).
12 февраля 2004 года был определён администратором новообразованной самостоятельной Епархии Дакии Феликс для окормления румын в Сербии, с кафедрой во Вршаце.
В начале 2000-х епархия начала распространять своё влияние на территорию Тимокской Краины, которую СПЦ считает своей исключительной территорией. Главой этого движения стал диакон Боян Александрович. В 2005 году он построил на своём участке в селе Малайница первый в регионе румынский храм. Сербские власти пытались его снести, ссылаясь на незаконность постройки, но отступили из-за протестов со стороны Румынии, ЕС и правозащитных организаций. В 2008 году в этом селе был заложен ещё один румынский храм. Экспансия Румынской церкви в Тимокской Краине является камнем преткновения как в отношениях между Сербской православной церковью и Румынской православной церковью, так и между Сербией и Румынией.
В 2009 году епархия Дакия Феликс была выведена из состава Банатской митрополии и подчинена непосредственно патриарху.
1 августа 2017 года освобождён от управления епархией Дакии Феликс по состоянию здоровья.
Через год вновь был назначен администратором епархии Дакии Феликс, которой управлял до 17 февраля 2022 года, когда, по состоянию здоровья был перемещён на титулярную кафедру Денсуша, как викарий Девской и Хунедоарской епархии, а 9 февраля 2023 года вновь ушёл на покой.